# Галанин, Сергей Юрьевич
Серге́й Ю́рьевич Гала́нин (16 ноября 1961, Москва) — советский и российский рок-музыкант, поэт, композитор и певец. Вокалист, гитарист и основатель групп «СерьГа», «Бригадиры» (1989—1991) и «Гулливер» (1983—1986). Участник групп «Бригада С» (1986—1989, 1991—1993, с 2015) и ВИА «Редкая птица» (1981—1982). Заслуженный артист Чеченской Республики (2006).

## Биография

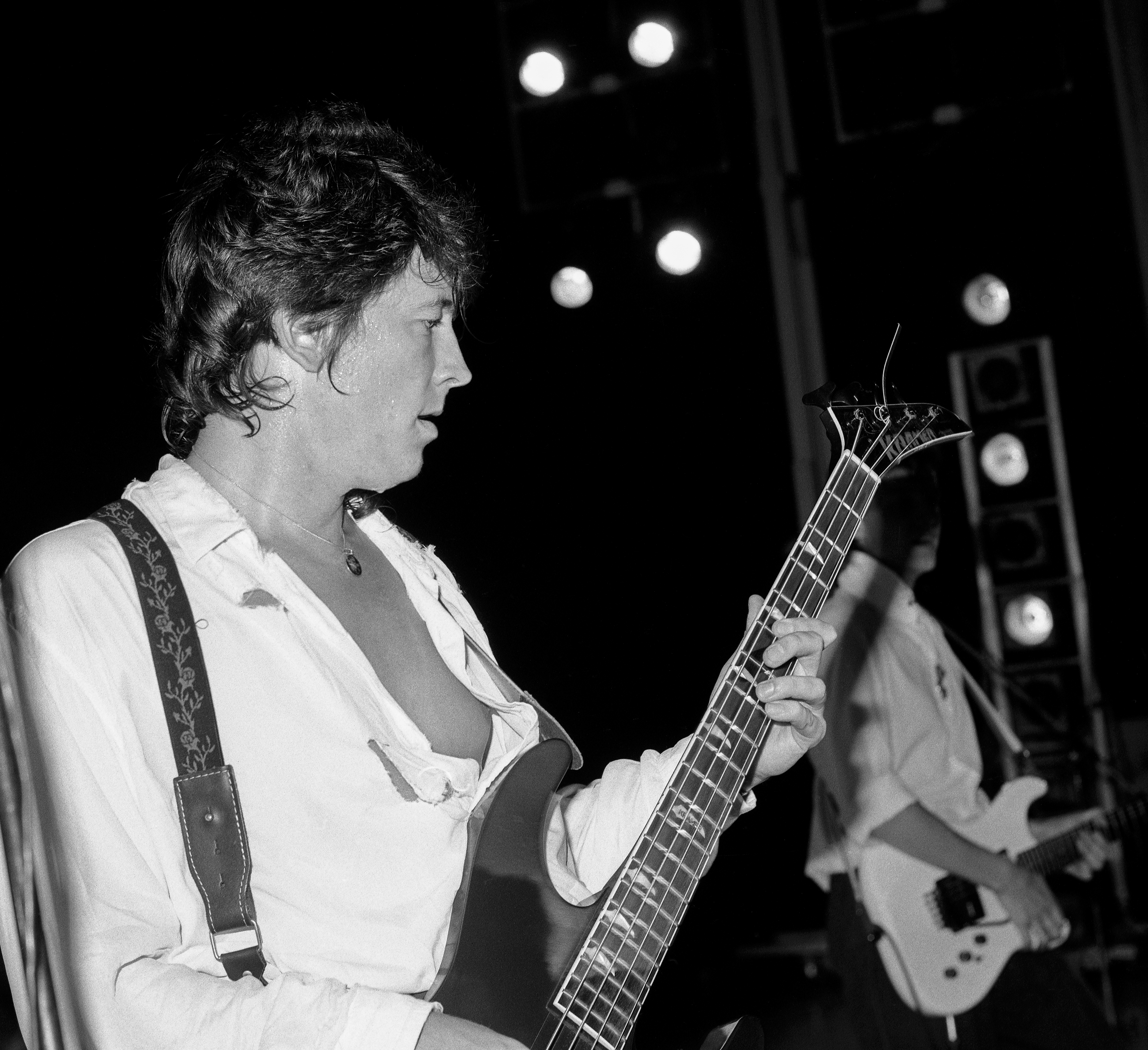
Во время выступления в составе группы «Бригада С», сентябрь 1988 года

Мать — Евгения Михайловна Галанина (в девичестве - Фейгина) (1933 — 29 июня 2010) 
Отец — Юрий Николаевич Галанин (2 января 1934 года — 5 мая 1992)
Окончил Московский институт инженеров транспорта, факультет «Мосты и тоннели». Работал в Центральной лаборатории Метростроя. Играл на бас-гитаре в группах «Редкая птица» и «Гулливер». Одновременно с МИИТом окончил Липецкое областное культурно-просветительное училище по курсу оркестрового дирижирования.
Там в 1985 году он познакомился с Гариком Сукачёвым. Итогом этого знакомства стало создание группы «Бригада С» в начале 1986 года. Постепенно между Сукачёвым и Галаниным стали нарастать творческие противоречия, которые привели к уходу из Бригады С и созданию группы «Бригадиры», которая просуществовала недолго, поскольку Галанин через некоторое время вернулся в «Бригаду С», но в 1993 году вновь покидает коллектив.
Записывает сольный альбом «Собачий Вальс» и создаёт группу «СерьГа», с которой выступает и сейчас.
В 2002 году записал песню «Мы дети большого города» совместно с Михеем, для которого эта запись оказалась последней.

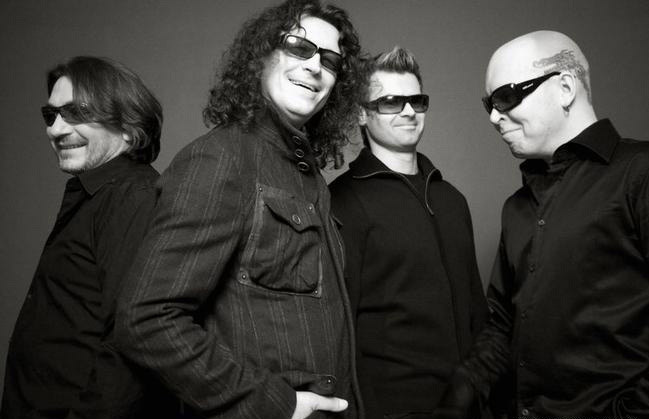
Группа «СерьГа», 2008 год

В 2008 году с группой Чебоза записал песню «Не должен». Весь 2009 год работал над новым альбомом группы СерьГа.
В 2010 году песня «Ангел» стала саундтреком к фильму Клима Шипенко «Кто я?». Клип на песню смонтирован с использованием фрагментов из фильма, в которых показана любовная линия двух главных персонажей в исполнении Александра Яценко и Жанны Фриске. Изначально предполагалось, что сингл будет выпущен одновременно с одиннадцатым альбомом «СерьГи», который выйдет осенью 2010 года вместе с выходом фильма Шипенко, однако позже планы изменились, и альбом «Детское сердце» (в который вошел этот трек) вышел в 2011 году. Композицию «Юрий Гагарин» артист описал как посвящение «настоящему подвигу человека, гражданина, офицера, шагнувшего в неизвестность, приоткрывшего тайну Вселенной и вернувшегося оттуда, обозначив тем самым начало новой эры человечества — эры покорения космоса».
В 2011 выпустил песню «Детское сердце», премьера клипа состоялась 1 июня 2011 года. В клипе приняли участие Михаил Ефремов, Гарик Сукачёв и Иван Охлобыстин, а также их дети.
C 2003 по 2007 год был одним из ведущих рок-фестиваля «Крылья». В 2013 году вел фестиваль «Рок над Волгой», в ходе которого исполнил «А что нам надо», «Еду, еду» (совместно с «Чиж & Co») и «Человек и кошка» (с Олегом Гаркушей).
23 октября 2015 года Гарик Сукачев вместе со своими бывшими коллегами по «Бригаде С», включая Сергея Галанина, воссоединились ради тридцатилетнего юбилея Московской рок-лаборатории, резидентами которой они были, и сыграли в Москве большой концерт.
13 февраля 2016 года в московском «Крокус сити холл» на премии «Чартова дюжина» была представлена новая песня и концертный клип Бригады С «246 шагов».

## Телевидение
В 1993 году Сергей дебютировал в качестве телеведущего в программе "Rock'n'roll TV", в которой рассказывалось о событиях в российской рок-среде. Программа недолгое время выходила на телеканале "Останкино" поздно ночью.
В 2001—2003 годах был ведущим программы о наркомании «Кома» на НТВ в паре с врачом-кардиохирургом Яковом Брандом.
Два раза принимал участие в телеигре «Форт Боярд» (в 2003 году, состав команды: Владислав Галкин, Михаил Антонов, Андрей Кондрашов, Елена Дробышева и Эвелина Блёданс, выигрыш 79 210 рублей, а также в 2006 году, состав команды — Максим Покровский, Павел Филиппенко и Елена Перова, проигрыш 0 рублей).
В 2008 году принял участие в телеигре «Кто умнее пятиклассника?»; ответил на 8 вопросов. Выигрыш: 25 000 руб.
В 2013 году принял участие в проекте «Первого канала» «Универсальный артист» и занял в нём второе место, уступив победу Ларисе Долиной.

## Личная жизнь
Жена (с 1982) — Ольга Галанина (род. 1961), по образованию — архитектор. Сыновья Павел (род. 1987), Тимофей (род. 2001).
Поддерживает дружеские отношения с Захаром Прилепиным. Является болельщиком футбольного клуба ЦСКА (Москва). Несмотря на это, вместе с игроками футбольного клуба «Торпедо» (Москва) была записана песня «Ты — чёрно-белый», посвящённая клубу.

## Общественная позиция
В 1999 и 2003 годах на думских выборах поддерживал партию «Союз правых сил». Принимал участие в концерте «Россия, ты права!» 7 ноября 2003 года, организованном в поддержку этой партии.
В настоящее время поддерживает политику современной российской власти. В частности, во время Евромайдана и аннексии Крыма занял пророссийскую позицию, о чём рассказывал в одном из интервью.
С августа 2017 года внесён в украинскую базу данных «Миротворец».
В 2022 году поддержал вторжение России на Украину, выступил на концертах «Zа Россию», организованных в поддержку вторжения
Согласно международному журналистскому проекту Kremlin Leaks, Галанин входит в состав «агитбригад» российских провластных звёзд. Данные агитбригады созданы по поручению Сергея Кириенко для выступлений с гастролями на оккупированных территориям Украины в целях «поддержания боевого духа» российских военнослужащих. Сам проект курируется пропагандистской структурой АНО «Интеграция», созданной для продвижения провластных лидеров общественного мнения в СМИ.

## Дискография

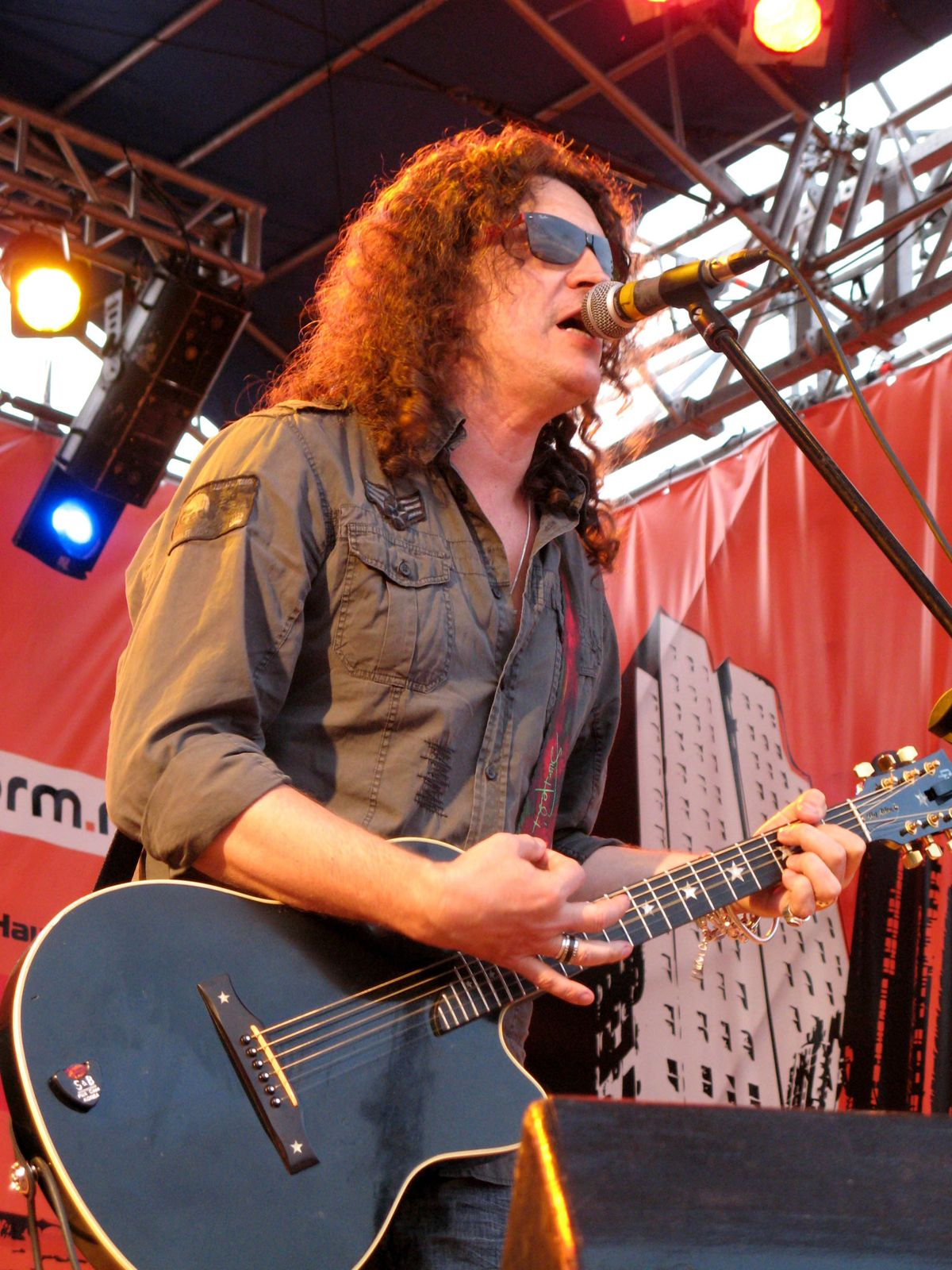
Галанин на фестивале «Rock-Line-2009» в Перми.

### В составе группы «Гулливер» (1983—1985)
- 1983 — Телефон
- 1983 — Пластилин
- 1984 — Рок-чемодан
- 1985 — Таблетка под язык

### В составе группы «Бригада С» (1986—89, 91-94, с 2015)
- 1986 — Ностальгическое танго
- 1988 — Добро пожаловать в запретную зону
- 1992 — Всё это рок-н-ролл
- 1993 — Реки
- 1994 — Я обожаю JAZZ
- 2015—246 шагов (песня и концертный клип)

### В составе группы «Бригадиры» (1990—1991)
- 1990 — Марш слепых (We are the Brigadiers)
- 1991 — Товарищ Никто

### В составе группы «СерьГа» (с 1995)
- 1995 — СерьГа
- 1997 — Дорога в ночь
- 1997 — Долина глаз
- 1998 — Живая коллекция (LIVE)
- 2000 — Страна чудес
- 2005 — Ночная дорога в Страну чудес (альбом ремиксов на песни, в том числе неизданные)
- 2006 — Нормальный человек
- 2011 — Природа, свобода и любовь
- 2011 — Детское сердце
- 2015 — Чистота
- 2017 — Приметы
- 2021 — Своим чередом
- 2023 — Тебя не сломать

### Как приглашённый гость
- 2010 — концертный альбом и концертное видео Гарика Сукачёва «5:0 в мою пользу». Исполнил гитарные партии в части композиций
- 2013 — в составе проекта «Нечётный воин 3» песня «Hallelujah» (дуэт с Настей Полевой)
- 2014 — «Мой Высоцкий». Трибьют Владимиру Высоцкому в исполнении Гарика Сукачёва. В записи приняли участие Сергей Галанин, Александр Ф. Скляр, Павел Кузин и другие.[36]
- 2018 — «Жужа. Песни и пляски» — альбом детских песен, песня «Медведь-шатун» вышла на виниловой пластинке и CD.

### Сольное творчество
- 1994 — Собачий вальс
- 2003 — Я такой, как все (альбом дуэтов и даже трио)
- 2021 — Любовь, алкоголь и весна. Часть 1. Дуэты
- TBA — Любовь, алкоголь и весна. Часть 2 /ещё в работе/

## Фильмография
- 1988 — Дама с попугаем — музыкант на танцплощадке
- 1988 — Шаг
- 2004 — Повелитель эфира — Сергей Галанин
- 2008 — Красная шапочка — отец волка
- 2010 — Кто я? — Сергей Галанин
- 2010 — История российского шоу-бизнеса (сериал) — Сергей Галанин
- 2014 — Кости (сериал) — отец Полины Никольской
- 2016 — Фонограф (к/м) — Антон Григорьевич Рубинштейн

## Санкции
3 июня 2022 года Латвия, за поддержку нападения на Украину, запретила Галанину въезд в страну на неопределённый срок как лицу, «поддерживающему кремлевский режим». Национальное агентство по предотвращению коррупции Украины выступило с инициативой о введении против Галанина международных санкций за роль в российской пропаганде. Ранее Галанин был внесён ФБК в список коррупционеров и разжигателей войны за участие в концерте в поддержку войны с Украиной.